# Rebecca Lobo
Rebecca Rose Lobo-Rushin (Hartford, 6 oktober 1973) is een voormalig Amerikaans basketballer. Zij won met het Amerikaans basketbalteam de gouden medaille op de Olympische Zomerspelen 1996.
Lobo speelde voor het team van de Universiteit van Connecticut, waar ze in 1995 het landelijke NCAA-kampioenschap won. In 1997 maakte zij haar WNBA-debuut bij New York Liberty. In totaal speelde zij 6 seizoenen in de WNBA. 
Tijdens de Olympische Zomerspelen 1996 speelde zij 8 wedstrijden, inclusief de finale tegen Brazilië. Gedurende deze wedstrijden scoorde zij 31 punten. 
Lobo werd in 2010 toegevoegd aan de Women’s Basketball Hall of Fame en in 2017 werd ze toegevoegd aan de Basketball Hall of Fame. Na haar carrière als speler was ze werkzaam als commentator bij ESPN.